# 三浦利章
三浦 利章（みうら としあき、1947年 - ） は、日本の人間工学者、心理学者。大阪大学人間科学部長・教授や、日本認知心理学会副理事長を務めた。

## 人物・経歴
1973年名古屋工業大学工学部経営工学科人間工学専攻卒業。1978年大阪大学大学院文学研究科心理学専攻博士課程中退、大阪大学人間科学部助手。1987年大阪大学学術博士。1989年大阪大学人間科学部講師。1991年大阪大学人間科学部助教授。1995年大阪大学人間科学部教授。2000年大阪大学大学院人間科学研究科教授。2004年日本認知心理学常任理事。2006年日本学術会議連携会員、モバイル学会監事。2007年日本学術振興会学術システム研究センター研究員、関西心理学会会長。2008年大阪大学大学院人間科学研究科長。2009年日本認知心理学会副理事長、関西心理学会顧問。

## 著書
- 『行動と視覚的注意』風間書房 1996年
- 『事故と安全の心理学 : リスクとヒューマンエラー』（原田悦子と共編著）東京大学出版会 2007年
- "VISUAL ATTENTION AND BEHAVIOUR : Bridging the Gap between Basic and Practical Research"（編著）Kazama Shobo 2012年

## 受賞
- 日本基礎心理学会優秀発表賞 2000年[2]
- 関西心理学会研究奨励賞 2001年[2]
- 関西心理学会研究奨励賞 2001年[2]
- 関西心理学会研究奨励賞 2002年[2]
- 日本応用心理学会研究奨励賞 2002年[2]
- 日本基礎心理学会優秀発表賞 2002年[2]
- 人類働態学会発表賞 2005年[2]
- 日本認知心理学会優秀発表賞 2005年[2]
- 関西心理学会研究奨励賞 2006年[2]
- 日本基礎心理学会優秀論文賞 2007年[2]
- 日本認知心理学会優秀発表賞 2007年[2]
- 日本基礎心理学会優秀論文賞 2008年[2]
- 関西心理学会研究奨励賞 2009年[2]